# A híd (televíziós sorozat, 2011)
A híd (dánul: Broen; svédül: Bron) 2011-ben indult svéd-dán-német-norvég bűnügyi televíziósorozat. Kitalálta és a forgatókönyvet írta Hans Rosenfeldt. Közösen finanszírozta a svéd Sveriges Televízió, a norvég NRK, a dán Danmarks Rádió és a német ZDF.
2015-ig két évadot adtak le. A sorozat főszereplői Sofia Helin mint Saga Norén és Kim Bodnia Martin Rohde-ként. Saga Norén, svéd nyomozó együtt dolgozik a dán rendőrség egy másik nyomozójával Martin Rohde személyében egy ügy kapcsán. Az első évad egy rendőrségi nyomozással kezdődött, amikor egy holttest találtak az Øresund hídon. Ez a híd Svédország és Dánia közt fekszik, így kapcsolva össze a szereplőket. Először 2011 őszén sugározta a SVT1 és a DR1. A második évadot 2013-ban ősszel mutatták be Svédországban, Dániában, Norvégiában, Finnországban és Izlandon. A történet egy hasonló rejtéllyel kezdődik: egy hajó érthetetlen módon beleütközik a Koppenhágát Malmővel összekötő Øresund hídba. A kapitány és a személyzet sehol, csak öt leláncolt tinédzser. A harmadik évadot 2015 szeptemberében vetítették elsőként Svédországban, Dániában és Finnországban. Kim Bodnia távozása után a helyét Thure Lindhardt fogja átvenni mint Henrik Saboe. Magyarországon a Viasaton 2012 augusztusától lehet megtekinteni a sorozat első évadát. 2023 óta pedig a Duna is.

## Cselekmény

### Első évad
Két főhősünk, a svéd nyomozónő, Saga Norén (Sofia Helin) és dán partnere, Martin Rohde (Kim Bodnia) országaik képviseletében összefog egy gyilkosság felderítésére. Sagát saját munkatársai is kissé furcsának tartják, a nyomozónő ugyanis Asperger-szindrómában szenved. Analitikus gondolkodású, briliáns detektív, de ha a hétköznapi emberi kapcsolatokról, vagy a társaságban való viselkedésről van szó, teljesen elveszett. Saga felettese, Hans - és későbbi Martin - segít neki a számára zavaros társadalmi helyzetekben kiigazodni. A poénokon soha nem nevet, az empátia, vagy a „kedves hazugságok” ismeretlen fogalmak a számára. Ezért lesz tökéletes partnere Martin, aki viszont vicces, mindenkivel megtalálja a hangot, és képes rugalmasan hozzáállni a törvényekhez vagy a rendőrségi szabályzathoz. Persze ő sem problémamentes: három házasságából van öt gyermeke. A sorozat tehát nemcsak egy nagyszabású nyomozás története, de annak is, hogy ez a két ellentétes karakter mennyit tanul egymástól.
Saga furcsa viselkedésén túl a másik humorforrás a dán-svéd sztereotípiák kifigurázása. Svédország déli részén megértik a dánokat, a két nyelv nagyon hasonló, csak a szavak kiejtésében van különbség. Saga egyfajta kifigurázása annak, ahogy a dánok látják a svédeket: ragaszkodnak a szabályokhoz, egy kicsit merevek és nem tudják elengedni magukat. Martin ennek az ellentéte, vagyis ahogy a svédek látják a dánokat: kicsit túl laza, és sokszor nem törődik viselkedésének másokra gyakorolt hatásával. A sztereotípiák mellett, a bűntetteken keresztül társadalmi látleletet is kaphatunk a két országról és problémáikról.
A történet kezdetén megtalált holttest úgy tűnik, hogy egy női svéd politikus teste. A Malmőt Koppenhágával összekötő Øresund híd közepében fekszik. A testet, amit félbevágtak a deréknál, pontosan helyezték el a két ország határa között, így a svéd és a dán igazságszolgáltatásnak közösen kell felügyelnie a nyomozást. További vizsgálatok során kiderül, hogy a holttest két részből áll. Az alsó fele egy dán prostituálté.
Két főszereplőnk vezeti a nyomozást. A vizsgálat során találkoznak Daniel Ferbé újságíróval, akinek az autóját használták a bűntényhez. Daniel elkezd telefonhívásokat kapni. A hívó, aki az "Igazság Bajnoka"-ként válik ismertté, azt állítja, hogy ő követte el az első gyilkosságot, és ez csak a kezdet. A bűncselekményekkel, amiket majd elkövet, szeretné felhívni a figyelmet különféle társadalmi problémákra. Legalábbis ez az egy indok került felszínre eddig. Egy szociális gondozó, Stefan Lindberg is bekapcsolódik a bűntett eseményeibe, akinek a nővére az Igazság Bajnoka áldozatává válik. Stefant is meggyanúsítják. Az eseményekből arra a következtetésre jut a dán és svéd rendőrség, hogy az elkövetőnek kapcsolatai vannak a rendőrségben. Martin és Saga közös munkájuk alatt közeli kapcsolatba kerülnek egymással.
A tettes motivációjára a sorozat vége felé fényre derül. Végig egy személyes indíttatás vezette őt a gyilkolásban. Saga és Martin rájön, hogy a bűnténysorozatot aprólékosan kitervelte, és évek óta erre készült az elkövető.

### Második évad
A két ország határán történt gyilkosság egy év után ismét összehozza a két nyomozót, Saga Norént és Martin Rohdét, egy közös nyomozásra. A sorozat alapvetően a kettejük közötti dinamikus kapcsolatra épült, és épül most is. A történet egy hasonló rejtéllyel kezdődik: egy hajó érthetetlen módon beleütközik a Koppenhágát Malmővel összekötő Øresund hídba: a kapitány és a személyzet sehol, csak öt leláncolt tinédzser.
Mikor újra együtt kezdenek dolgozni kiderül, hogy az eltelt év alatt nagy változásokon mentek át. Martin az (első évadban) őt ért tragédia hatására már nem a régi kedélyes szívtipró, hanem súlyos magánéleti válsággal küzdő megtört (és megőszült) ember. Amikor Sagával először keresztülhajtanak az Øresund hídon, szívszaggató zokogásban tör ki. Erre Saga pedig csak egyféleképp reagálhat: felhangosítja a rádiót, hogy elnyomja a sírást. A traumatizált Martin számára a legjobb terápia az empátiát csak szótárból ismerő rendőrnővel való közös munka. Saga is változáson ment keresztül. A hétköznapi emberi kapcsolatokban járatlan, egyfajta érzelmi fogyatékossággal élő nyomozónő most új barátjával, Jakobbal él együtt. Bár az egyáltalán nem érdekli, hogy az élettársa mivel keresi a mindennapi kenyerét, azért kikölcsönöz pár könyvet a könyvtárból arról, hogyan lehetne jó barátnő. Sőt, még nevetni is megpróbál más emberek viccein, több-kevesebb sikerrel. A dán-svéd nyomozócsapat új tagokkal is bővül. A Saga humortalan és iróniát nem ismerő stílusát nehezen viselő, bizonyítási vágytól hajtott Rasmus (Henrik Lundström) lesz az új mellékszereplő.
Itt a bűnösöket már nem „csak” a személyes bosszúvágy hajtja, de rendőreinknek az egész világot megváltani akaró ökoterroristákkal kell szembenézniük. Az előző bűntényben Martin áldozatként volt érintett, itt az ebből következő személyes traumája akadályozza a munkát. Fia halálát képtelen feldolgozni, ezzel veszélybe sodorja a nyomozást, sőt a Sagával való kapcsolatát is próbára teszi.
Az öt leláncolt tinédzser belehal a pneumonic pestisbe. Ezután megjelenik egy vírusos videó, amiben négy álcázott ökoterrorista az incidens iránti felelősséget követel. Részt vesznek további merényletekben: felrobbantanak egy benzintartályhajót és ételt mérgeznek. Amikor a rendőrök körülveszik a csoportot, holtan találják mind a négy elkövetőt. Felmerül a kérdés, hogy más kisebb terroristacsoportok állhatnak e mögött vagy esetleg egy nagy hálózat.
Egy Koppenhágában levő EU-s klímakonferencia fő előadója meghalt mérgezésben. Caroline Brandstrup-Julin, a konferencia feje, beugrónak kinevezi Viktoria Nordgrent, a Medisonus gyógyszerészeti vállalat fejét. A kongresszus alatt Caroline nővérét felkéri Viktoria testvére, Oliver Nordgrent, aki résztulajdonosa a Medisonus cégnek, hogy írja meg Viktoria életrajzát, mert egy gyógyíthatatlan betegséggel diagnosztizálták, és már csak hat hónapja van hátra.
A nyomozás során találnak egy elsüllyedt hajót néhány halottal, akikről kiderül, hogy a Medisonus régebbi kutatásának az önkéntesei voltak. A szálak elvezetnek Oliver feleségéhez, Gertrudhoz, aki szintén a Medisonus munkatársa. Azonban Gertrud fölött is áll egy titokzatos valaki, aki a sorozat végén végez a nővel, de kilétét nem fedi fel.
Kiderül, hogy Oliverhez köthetők az ökoterroristák gyilkosságai. Mindezt a nővéréért tette, mert szerelmes belé. Viktoria házát bekamerázta, és így figyeli minden mozdulatát. Miután Viktoria elutasítja, Oliver meg akarja gyilkolni őt. Gertrud menti meg az életét, aki Viktoria részére egy nemesebb célt tartogat.
A megmérgezettek testének elemzése után a rendőri patológus kimutatja, hogy a testük olyan halálos vírust tartalmaz, ami belső vérzést okoz, és amint a levegőbe kerül az áldozat vére, a vírus kiszabadul, hogy másik testet keressen magának. Saga és Martin rájön, hogy Gertrud fejlesztette ki ezt a vírust, befecskendezte Viktoriának, hogy ő majd az EU-konferencián szétterjessze. A nyomozóknak sikerül megmenteni a konferenciára érkezők életét, de közben elveszítik egy társukat.
Az események alatt Martin sokszor látogatja fia gyilkosát, Jenst, a börtönben. Próbálja feldolgozni a történteket, de nem sikerül neki. Közvetve segít Jensnek az öngyilkosságban. Amikor Saga megtudja, hogy Jens meghalt, egyből rájön, hogy Martin keze van az ügyben. Vívódik a barátságuk és a törvények betartása között. Az utóbbi mellett dönt, ezért Martint börtönbe zárják.

### Harmadik évad
Saga egy új partnert kap maga mellé, Henrik Saboet (Thure Lindhardt), amikor egy dán polgárt, Hellen Ankert meggyilkolnak Malmőben. Lilian (Sarah Boberg), a dán rendőrség főnöke összeházasodott Hans-szal, a svéd rendőrfőnökkel. Saga múltjából is megtudhatunk sok mindent, feltűnik az édesanyja. Saga személyesen is érintett lesz az elkövetkező bűncselekmények során. A Martinnal történtek és a múltja megzavarják őt a munkában, és megkérdőjeleződik a nyomozói képessége. A történet sok szálból áll, amelyekről nem tudjuk még, hogy összefutnak-e valaha. Találkozhatunk egy vloggerrel, aki mélyen elítéli Hellen Ankert és munkásságát, magánéletét. Szerepel benne egy játékfüggő a terhes barátnőjével, egy ingatlanügynök, akinek a legjobb barátnője 17 éves fiával van viszonya, egy önsegítő guru és egy multimilliomos műgyűjtő.

## Főbb szereplők
| Évad | Szereplő                       | Színész            | Státusz                      |
| ---- | ------------------------------ | ------------------ | ---------------------------- |
| 1-4  | Saga Norén                     | Sofia Helin        | svéd nyomozó                 |
| 1-2  | Martin Rhode                   | Kim Bodnia         | dán nyomozó, Saga társa      |
| 1-3  | Hans Petterson                 | Dag Malmberg       | svéd rendőrfőnök             |
| 1-4  | Lilian Karsen                  | Sarah Boberg       | dán rendőrfőnök              |
| 3-4  | Henrik Saboe                   | Thure Lindhardt    | dán nyomozó, Saga társa      |
| 1-2  | Jens Hansen/Sebastian Stenford | Lars Simonsen      | Martin volt rendőr kollégája |
| 1-2  | Mette Rohde                    | Puk Scharbau       | Martin felesége              |
| 3    | Maria Kulle                    | Linn Björkman      | svéd rendőrfőnök             |
| 1    | Stefan Lindberg                | Magnus Krepper     | szociális munkás Malmőben    |
| 1    | Daniel Ferbé                   | Christian Hillborg | újságíró Malmőben            |
| 1    | Anja Björk                     | Fanny Ketter       | meggyilkolt kislány          |

## Filmzene
A nyitó- és záródal,a Choir of Young Believers együttes Hollow Talk című száma.

## Díjak
A híd 2014-ben kétszer nyerte el az Arany Nimfa-díjat a legjobb európai drámasorozatként. Kim Bodnia megkapta a drámasorozatok legjobb színésze címet.